# Bothrops alcatraz
Bothrops alcatraz es una especie de víbora venenosa que se encuentra solo en la isla de Alcatrazes frente a la costa del sureste de Brasil. Actualmente no se reconocen subespecies.

## Descripción
Alcanza una longitud máxima de 46,2 a 50,5 cm para machos/hembras. Su tamaño pequeño y sus ojos relativamente grandes se consideran características pedomórficas (juveniles). Hasta hace 15 mil años, sólo las víboras Bothrops comunes vivían en la isla, que en ese momento todavía estaba conectada al continente debido al retroceso de las aguas del mar. Cuando el mar volvió a subir (con el final de la última glaciación) y la montaña volvió a su condición de archipiélago, las víboras Bothrops que allí quedaron aislados se alimentaron rápidamente de todos los roedores disponibles, que son su alimento principal. Terminaron recurriendo a las cucarachas y escolopendras y, debido a su valor nutricional mucho menor, las serpientes se fueron reduciendo lentamente hasta que no pudieron sobrepasar los 50 cm, un proceso conocido como especiación alopátrica.

## Distribución geográfica
Se encuentra solo en la isla de Alcatraces, a 35 km de la costa de São Paulo, sureste de Brasil. Esta isla, que tiene una superficie total de solo 1,35 km², es una de las cuatro islas que componen el archipiélago de Alcatrazes. Por lo tanto, la localidad tipo dada es la misma: 'Isla de Alcatrazes, (24°06′S, 45°42′W), São Sebastião (São Paulo), Brasil'.

## Hábitat
Descrito como 'vegetación baja del Bosque Atlántico'. El punto más alto de la isla es de 266 m.

## Estado de conservación
La isla de Alcatrazes se utiliza actualmente como área de práctica de tiro naval. Tales actividades amenazan el hábitat de la isla, lo que a su vez representa una amenaza para las especies presentes en la isla. Dado que esta serpiente solo se conoce en esta área, la perturbación del hábitat es una amenaza particular para la población.